# Pierwszy rząd Mattiego Vanhanena
Pierwszy rząd Mattiego Vanhanena – 69. gabinet w historii Finlandii. Utworzony został 24 czerwca 2003, zastąpił funkcjonujący zaledwie 69 dni gabinet Anneli Jäätteenmäki, która podała się do dymisji po oskarżeniach o rzekome oszustwa wyborcze. Nowy rząd powołała centrolewicowa koalicja trzech partii, w skład której weszły Partia Centrum (Kesk.), Socjaldemokratyczna Partia Finlandii (SDP) i Szwedzka Partia Ludowa (SFP).
Gabinet przetrwał do końca kadencji Eduskunty. Został zastąpiony 19 kwietnia 2007 przez drugi rząd tego samego premiera, powołany po kolejnych wyborach parlamentarnych, tworzony przez nową centroprawicową koalicję.

## Skład rządu
| funkcja                                     | minister          | partia | okres urzędowania | okres urzędowania |
| funkcja                                     | minister          | partia | od                | do                |
| ------------------------------------------- | ----------------- | ------ | ----------------- | ----------------- |
| premier                                     | Matti Vanhanen    | Kesk.  | 24 czerwca 2003   | 19 kwietnia 2007  |
| wicepremier, minister finansów              | Antti Kalliomäki  | SDP    | 24 czerwca 2003   | 23 września 2005  |
| wicepremier, minister finansów              | Eero Heinäluoma   | SDP    | 23 września 2005  | 19 kwietnia 2007  |
| minister spraw zagranicznych                | Erkki Tuomioja    | SDP    | 24 czerwca 2003   | 19 kwietnia 2007  |
| minister sprawiedliwości                    | Johannes Koskinen | SDP    | 24 czerwca 2003   | 23 września 2005  |
| minister sprawiedliwości                    | Leena Luhtanen    | SDP    | 23 września 2005  | 19 kwietnia 2007  |
| minister spraw wewnętrznych                 | Kari Rajamäki     | SDP    | 24 czerwca 2003   | 19 kwietnia 2007  |
| minister obrony                             | Seppo Kääriäinen  | Kesk.  | 24 czerwca 2003   | 19 kwietnia 2007  |
| minister-koordynator finansów               | Ulla-Maj Wideroos | SFP    | 24 czerwca 2003   | 19 kwietnia 2007  |
| minister edukacji                           | Tuula Haatainen   | SDP    | 24 czerwca 2003   | 23 września 2005  |
| minister edukacji                           | Antti Kalliomäki  | SDP    | 23 września 2005  | 19 kwietnia 2007  |
| minister rolnictwa i leśnictwa              | Juha Korkeaoja    | Kesk.  | 24 czerwca 2003   | 19 kwietnia 2007  |
| minister transportu i łączności             | Leena Luhtanen    | SDP    | 24 czerwca 2003   | 23 września 2005  |
| minister transportu i łączności             | Susanna Huovinen  | SDP    | 23 września 2005  | 19 kwietnia 2007  |
| minister handlu i przemysłu                 | Mauri Pekkarinen  | Kesk.  | 24 czerwca 2003   | 19 kwietnia 2007  |
| minister spraw społecznych i zdrowia        | Sinikka Mönkäre   | SDP    | 24 czerwca 2003   | 23 września 2005  |
| minister spraw społecznych i zdrowia        | Tuula Haatainen   | SDP    | 23 września 2005  | 19 kwietnia 2007  |
| minister opieki zdrowotnej i socjalnej      | Liisa Hyssälä     | Kesk.  | 24 czerwca 2003   | 19 kwietnia 2007  |
| minister pracy                              | Tarja Filatov     | SDP    | 24 czerwca 2003   | 19 kwietnia 2007  |
| minister środowiska                         | Jan-Erik Enestam  | SFP    | 24 czerwca 2003   | 31 grudnia 2006   |
| minister środowiska                         | Stefan Wallin     | SFP    | 1 stycznia 2007   | 19 kwietnia 2007  |
| minister kultury                            | Tanja Saarela     | Kesk.  | 24 czerwca 2003   | 19 kwietnia 2007  |
| minister spraw regionalnych i samorządowych | Hannes Manninen   | Kesk.  | 24 czerwca 2003   | 19 kwietnia 2007  |
| minister handlu zagranicznego i rozwoju     | Paula Lehtomäki   | Kesk.  | 24 czerwca 2003   | 2 września 2005   |
| minister handlu zagranicznego i rozwoju     | Mari Kiviniemi    | Kesk.  | 2 września 2005   | 3 marca 2006      |
| minister handlu zagranicznego i rozwoju     | Paula Lehtomäki   | Kesk.  | 3 marca 2006      | 19 kwietnia 2007  |